# Пољице Чичево (Равно)
Пољице Чичево је насељено место у општини Равно која административно припада Херцеговачко-неретванском кантону, Федерација БиХ, Босна и Херцеговина. Пољице Чичево је подељено међуентитетском линијом између града Требиња и општине Равно. Према попису становништва из 2013. у насељу није било становника.

## Становништво
У насељу је према попису становништва из 1991. године живело 32 становника, а насеље је било већински настањено Србима. Према попису из 2013. године насеље је без становника.
| Националност | 2013. | 1991.      | 1981.    | 1971.      |
| Срби         | —     | 30 (93,8%) | 40 (93%) | 73 (98,7%) |
| Југословени  | —     | 2 (6,2%)   | 3 (7%)   | —          |
| Муслимани    | —     | —          | —        | 1 (1,3%)   |
| Укупно       | 0     | 32         | 43       | 74         |